# لا کسیون
لا کُسیون (فرانسوی: La Caution‎) نام یک گروه موسیقی هیپ هاپ فرانسوی است.
نخستین تک‌آهنگ این گروه دونفره در سال ۱۹۹۹ منتشر شد و اعضای آن متشکل از «آی-تِک» (Hi-Tekk) و «نیکفوری» (Nikkfurie) (مراکشی‌تبار) است.
از فیلم‌ها یا مجموعه‌های تلویزیونی که موسیقیِ این گروه در آنها بکار رفته است، می‌توان به دوازده یار اوشن و قسمت هجدهم از آشنایی با مادر اشاره نمود.
یکی از آهنگ‌های مشهور این گروه «چای نعناع» (فرانسوی: thé à la menthe‎) نام دارد.